# 梅克兰
梅克兰（法語：Mécrin，法語發音：[mekʁɛ̃]）是法国默兹省的一个市镇，属于科梅尔西区。

## 地理
梅克兰（48°49'31"N, 5°31'58"E）面积10.19 平方千米，位于法国大東部大區默兹省，该省份为法国西北部内陆省份，北与比利时接壤，西接马恩省和阿登省，南至上马恩省和孚日省，东临默尔特-摩泽尔省。
与梅克兰接壤的市镇（或旧市镇、城区）包括：阿普勒蒙拉福雷、默兹河畔邦库尔、默兹河畔昂、默兹河桥村、桑皮尼、瓦东维尔。

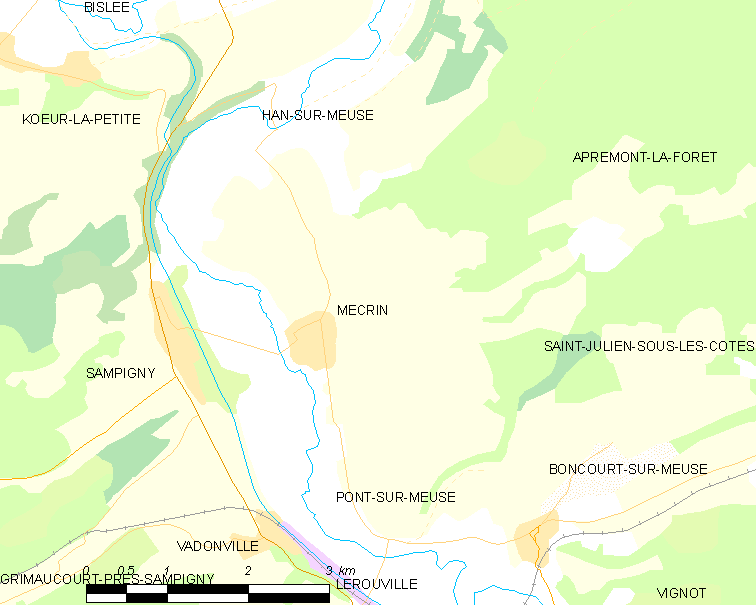
梅克兰的OSM定位图

梅克兰的时区为UTC+01:00、UTC+02:00（夏令时）。

## 行政
梅克兰的邮政编码为55300，INSEE市镇编码为55329。

## 政治
梅克兰所属的省级选区为科梅尔西县。

## 人口

1962-2008年间梅克兰人口变化图示

梅克兰于2022年1月1日时的人口数量为188人。